# 1-Methyl-3-octylimidazoliumtetrafluoroborat
1-Methyl-3-octylimidazoliumtetrafluoroborat ist eine ionische Flüssigkeit (auch: ionic liquid oder Flüssigsalz), also ein Salz, dessen Schmelzpunkt unter 100 °C liegt.

## Darstellung
Die Darstellung von 1-Methyl-3-octylimidazoliumtetrafluoroborat kann durch eine lösungsmittelfreie Reaktion von 1-Methyl-3-octylimidazoliumbromid mit Ammoniumtetrafluoroborat in einer Mikrowelle erfolgen.

## Verwendung
1-Methyl-3-octylimidazoliumtetrafluoroborat wird als Lösungsmittel verwendet. Weiterhin kann es zum Modifizieren von Epoxid-Harzen, sowie in der CO2-Reduktion verwendet werden.